# 裴康
裴康（？—？），字仲豫，一作仲预，河东郡闻喜县（今山西省运城市闻喜县）人，出自河东裴氏定著五房之一的西眷裴，西晋官员。

## 生平
裴康有宽宏的度量，裴康和三弟裴楷、四弟裴绰都被称为名士。裴康和大哥裴黎、三弟裴楷、四弟裴绰都有很大的名气，并称“四裴”，之后官至太子左卫率。河东裴氏与琅邪王氏两家在曹魏西晋时期兴盛，当时的人以八裴比拟八王，裴康比拟王绥。

## 其他
王导的儿子王恬原本和裴康一样都是表字仲豫，王导到江东后思念老朋友，将儿子的表字改为敬豫。

## 家庭

### 祖父
- 裴茂，东汉左中郎将、杨宣亭侯

### 父亲
- 裴徽，曹魏冀州刺史

### 兄弟
- 裴黎，西晋游击将军
- 裴楷，西晋侍中、中书令、光禄大夫、开府仪同三司、临海元侯
- 裴绰，西晋黄门侍郎

### 子女
- 裴纯，西晋黄门侍郎
- 裴盾，西晋徐州刺史
- 裴邵，西晋散骑常侍、使持节、都督扬州江西淮北诸军事、东中郎将
- 裴廓，西晋中垒将军
- 裴氏，嫁西晋丞相、兼领司徒、督兗豫司冀幽并六州诸军事、东海孝献王司马越[9]
- 裴氏，嫁东晋都督大桁东诸军事、假节、领军将军、给事中、建兴忠贞公卞壶[10]